# Przemysław Marzec (dyplomata)
Przemysław Ryszard Marzec (ur. 13 września 1960 w Warszawie, zm. 15 marca 2020 tamże) – polski dyplomata, ambasador RP w Peru (2006–2010).

## Życiorys
W latach 80. został pracownikiem Ministerstwa Spraw Zagranicznych. Był związany przede wszystkim z pionem odpowiedzialnym za Amerykę Łacińską, m.in. jako zastępca dyrektora Departamentu Ameryki. Pracował w ambasadzie RP w Meksyku. W latach 1991 oraz 1996–1997 kierował ambasadą w San José jako chargé d’affaires. Od 2006 do 2010 był ambasadorem RP w Peru, akredytowanym także w Boliwii i Ekwadorze.
W 2010 otrzymał Krzyż Wielki Orderu Słońca Peru.
Syn Zdzisława i Romany. Pochowany na Cmentarzu Komunalnym Północnym w Warszawie.